# 新加坡国立大学博物馆
新加坡国立大学博物馆（英語：NUS Museum）是一座位于新加坡国立大学的博物馆。目前博物馆有四个展馆，分别是李光前藏品馆，南亚和东南亚藏品馆，土生华人藏品馆和黄荣庭藏品馆。

## 历史
1955年由加拿大汉学家苏立文倡议作为教学用途建立于马来亚大学新加坡校区，他同时也是首位策展人。1959年接受来自印度政府的部分文物捐赠，新加坡独立之后原马来亚大学新加坡校区独立为新加坡大学，1980年和南洋大学合并之后成立新的新加坡国立大学博物馆。
1970年由新加坡企业家，慈善家李光前在南洋大学创建的博物馆藏品陆续转移到新馆，1997年至2000年新加坡画家，雕塑家黄荣庭陆续捐赠一千余件文物。2004年该博物馆正式隶属于国大艺术中心。

## 营业时间
- 周二至周五：早上十点至下午七点半
- 周六周日：早上十点至下午六点
- 周一闭馆